# Moorgarten (Lübeck)
Moorgarten ist ein Stadtbezirk in Lübeck mit etwa 1400 Einwohnern. Er liegt in der Gemarkung Niendorf-Moorgarten und ist durch das „Gestüt Moorgarten“ geprägt. Moorgarten war zeitweise der Standort der berittenen Polizei in Lübeck.

## Lage
Moorgarten liegt am südlichen Stadtrand von Lübeck, an der Grenze zu den Kreisen Stormarn und Kreis Herzogtum Lauenburg. Moorgarten gehört zum Lübecker Stadtteil Moisling.

## Geschichte
Der Stadtteil entstand 1821, als Teile der „Niendorfer Heide“ urbar gemacht wurden, die zum Gut Niendorf gehörte. 1827 wurden 30 Landstellen eingerichtet, für die dem Gut Erbpacht entrichtet werden musste. Die Siedlung wurde Moorgarten genannt.

## Infrastruktur
Das Gestüt Moorgarten verfügt über Pensionsboxen, eine 80 × 20 m großen Reithalle und weitläufige Außenanlagen mit einem Platz zum Springreiten sowie zwei Plätzen für das Dressurreiten. In der Umgebung der Reitanlage können Ausritte vorgenommen werden. 
1999 wurde das Lehrrevier Moorgarten der Kreisjägerschaft Lübeck in Zusammenarbeit mit der Lübecker Forstverwaltung ins Leben gerufen. Das Gebiet ist 230 Hektar groß.